# Irvette van Zyl

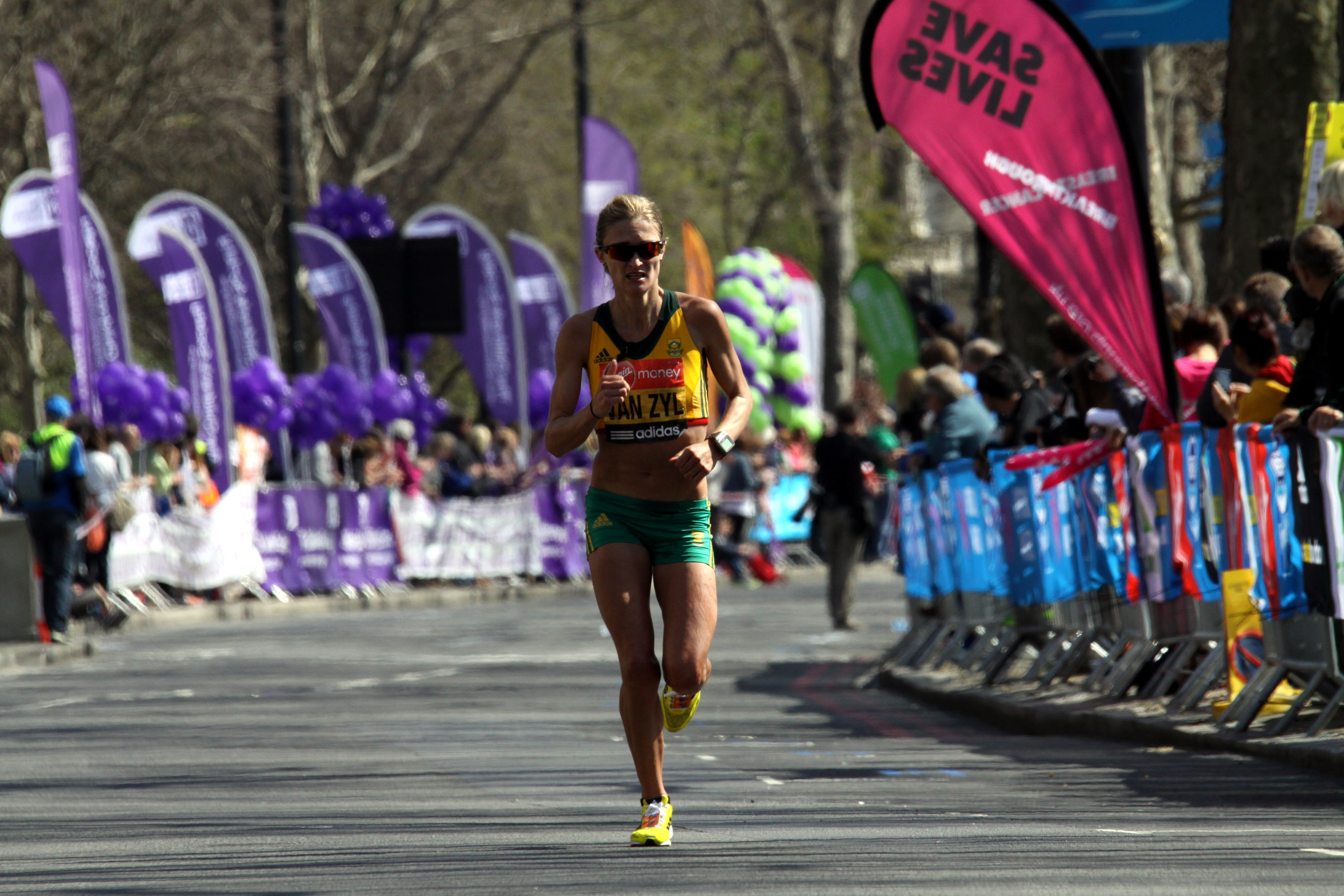
Irvette van Zyl beim London-Marathon 2013

Irvette van Zyl (geb. van Blerk; * 5. Juli 1987 in Sandton) ist eine südafrikanische Langstreckenläuferin.

## Leben
2002 gewann sie den Zevenheuvelenloop in 51:06 min, die schnellste Zeit, die jemals eine Läuferin unter 16 Jahren über diese Distanz (15 km) erzielt hat.
2010 wurde sie wie im Vorjahr südafrikanische Meisterin über 10.000 m. Außerdem wurde sie Zweite beim Halbmarathonbewerb des Two Oceans Marathon und holte die nationalen Titel im Halbmarathon sowie im 10-km-Straßenlauf. 2011 wurde sie Achte beim New-York-City-Halbmarathon und erneut Zweite auf der Halbdistanz beim Two Oceans Marathon.
Im Jahr darauf wagte sie sich erstmals auf die 42,195-km-Distanz. Beim London-Marathon belegte sie den 18. Platz und qualifizierte sich mit ihrer Zeit von 2:33:41 h für den Marathon der Olympischen Spiele 2012 in London. Dort stieg sie allerdings wegen einer Verletzung an der Achillessehne frühzeitig aus dem Rennen.
2013 wurde sie Zehnte beim London-Marathon.
Beim Marathon der Olympischen Sommerspiele 2020, der abweichend in Sapporo stattfand, kam sie nicht ins Ziel. Vier Jahre später bei den Olympischen Spielen 2024 in Paris beendete sie den Marathonwettbewerb in der Zeit von 2:31:14 h auf dem 37. Platz.
Irvette van Zyl ist Studentin und startet für den Nedbank Running Club. 2012 heiratete sie den Hürdenläufer L. J. van Zyl.

## Persönliche Bestzeiten
- 10.000 m: 34:19,94 min, 17. April 2004, Durban
- 10-km-Straßenlauf: 32:06 min, 14. Oktober 2018, Durban
- Halbmarathon: 1:11:00 h, 30. Juli 2016, Port Elizabeth
- Marathon: 2:26:11 h, 4. Dezember 2022, Valencia